# 3256 Daguerre
3256 Daguerre је астероид главног астероидног појаса са пречником од приближно 24,36 .
Афел астероида је на удаљености од 3,045 астрономских јединица (АЈ) од Сунца, а перихел на 2,509 АЈ.
Ексцентрицитет орбите износи 0,096, инклинација (нагиб) орбите у односу на раван еклиптике 7,831 степени, а орбитални период износи 1690,632 дана (4,628 године).
Апсолутна магнитуда астероида је 12,40 а геометријски албедо 0,032.
Астероид је откривен 26. септембра 1980. године.